# John Sallis
John Sallis (* 1938; † 18. Februar 2025) war ein US-amerikanischer Philosoph.

## Leben
Seit 2005 war er Frederick J. Adelmann-Professor für Philosophie am Boston College in Boston, MA. Davor unterrichtete Sallis an der Pennsylvania State University (1996–2005), an der Vanderbilt University (1990–1995), der Loyola University Chicago (1983–1990), der Duquesne University (1966–1983) und an der University of the South (1964–1966).
John Sallis war der Bruder des Schriftstellers James Sallis. Er starb im Februar 2025 im Alter von 87 Jahren.

## Ausbildung
Sallis schloss seine Promotion an der Tulane University im Jahr 1964 ab. Seine Dissertation trug den Titel „The Concept of World.“ 

## Forschungsinteressen
Sallis ist bekannt für seine Arbeiten zur Einbildungskraft und seine sorgfältigen Platoninterpretationen. Veröffentlichungen außerdem zur Phänomenologie, zu Martin Heidegger, Jacques Derrida, Immanuel Kant, Johann Gottlieb Fichte, Georg Wilhelm Friedrich Hegel und Friedrich Nietzsche, sowie zu anderen Themen und Autoren. Sallis gründete die Zeitschrift Research in Phenomenology und war deren Herausgeber.

## Ehrungen
Sallis erhielt 2007 die Ehrendoktorwürde der Universität Freiburg. 2014 war er External Senior Fellow am FRIAS.

## Werke
- „Einbildungskraft. Der Sinn des Elementaren“ (2010) – Deutsche Übersetzung von Force of Imagination
- Transfigurements: On the True Sense of Art (2008)
- The Verge of Philosophy (2007)
- Topographies (2006)
- Platonic Legacies (2004)
- „Stein“ (2003) – Deutsche Übersetzung von Stone
- On Translation (2002)
- Force of Imagination: The Sense of the Elemental (2000)
- Chorology: On Beginning in Plato’s "Timaeus" (1999)
- Shades: Of Painting at the Limit (1998)
- Double Truth (1995)
- Stone (1994)
- Crossings: Nietzsche and the Space of Tragedy (1991)
- Echoes: After Heidegger (1990)
- Spacings—Of Reason and Imagination. In Texts of Kant, Fichte, Hegel (1987)
- Delimitations: Phenomenology and the End of Metaphysics (1986; 2nd edn. 1995)
- The Gathering of Reason (1980; 2nd edn. 2005)
- Being and Logos: The Way of Platonic Dialogue (1975; 2nd edn. 1986; 3rd edn. Being and Logos: Reading the Platonic Dialogues, 1996)
- Phenomenology and the Return to Beginnings (1973; 2nd edn. 2002)

## Sekundärliteratur
- Kenneth Maly (Hrsg.): The Path of Archaic Thinking: Unfolding the Work of John Sallis. State University of New York Press, Albany 1995, ISBN 0-7914-2355-7, (Including contributions from Walter Biemel, Peg Birmingham, Walter Brogan, Françoise Dastur, Jacques Derrida, Parvis Emad, Eliane Escoubas, Bernard D. Freydberg, Rodolphe Gasché, Michel Haar, John Llewelyn, Kenneth Maly, Adriaan Peperzak, James Risser, and Charles E. Scott, as well as a response by Sallis).
- Claus-Artur Scheier: Besprechung des Buches Die Krisis der Vernunft, in: Philosophisches Jahrbuch 95 (1988) 413-416.